# Sinsat
Sinsat és un antic municipi francès, situat a la regió d'Occitània, departament de l'Arieja. El 1r de gener de 2019 va fusionar amb Aulòs i forma el municipi nou d'Aulòs-Sinsat.